# イタリータオル

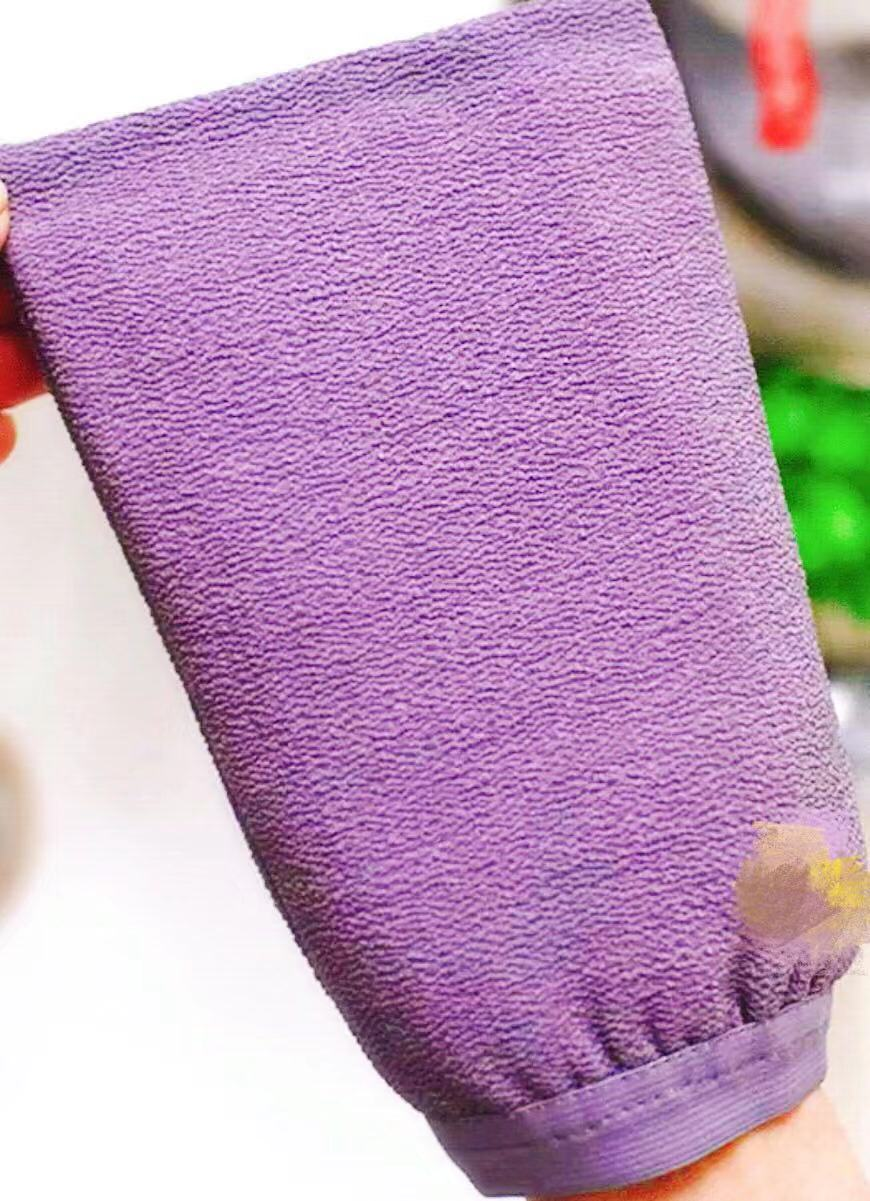
紫色のイタリータオル

イタリータオルまたはイテリタオル（韓国語：「이태리 타올」または「때수건」和訳：あかすり）は、韓国のキム・ウォンジョ（김원조）によって発明された、入浴時に使う体の垢を落とすタオルである。

## 解説
釜山で織物工場を運営していた彼は、ビスコースレーヨンの反物を利用して垢を落とすのに適したタオルを作り出した。以前はタオルを丸めて使ったり、石を中に入れて巻いて使っていたが、イタリータオルの粗い質感は韓国人の入浴習慣に合わせて垢を落とすのに適したものだった。現在は公衆浴場や家庭で多く使われている。「イタリー」という名前がついた理由は、使用した反物がイタリア産だったためであり、実際にはイタリアでは使われていない。
イタリータオルは1962年に釜山市、草邑洞（チョウプドン）にあるハンイル織物（代表の名前はキム・ウォンジョ）という繊維会社で初めて開発されて作られた。イタリータオルと呼ばれるようになったのは、ビスコースという糸がイタリアで生産されているものを韓国へ輸入し、韓国国内で製織工程を経て生産されていたためであった。なお、当時はハンイル織物でタオルを織っていた機械は日本製の「大丸」という機械だった。 また、開発者として知られていた釜山のアリラン観光ホテルの会長(キム・ピルゴン/ハンイル織物の代表とは全く関係のない人物)は、もともと釜山の水晶洞（スジョンドン）で真鍮製の器の商売をしていた人だったが、イタリータオルが開発された後、その営業を担当して大きな利益を上げた。その後、元開発者(ハンイル織物の代表)が他の事業で倒産し、持病などの理由でイタリータオルの生産をせず、長い間連絡が途絶えたため、彼が死亡したと思い、自身が開発者だと各種放送やマスコミに公表したものの、実際には繊維について全く素人だったという。そして、元開発者は2011年9月22日に亡くなった。
イタリータオルは、タイ、中国北部、中央アジア、日本などアジアの他の国々でも使用されている。
韓国特許庁が2017年に実施した世論調査によると、イタリータオルは韓国で作られた発明トップ10ランキングに入った。 
タオルの使用周期は肌の損傷を避けるため、週に一度だけにするよう勧めている。

## 特許
1962年に韓国特許庁に実用新案権として登録され、1976年に権利が消滅し、現在は誰でも作ることができる。特にこの製品は、韓国で特許を利用して類似製品生産者から法的保護を受けることができ、発明者が大きな利益を得ることができた代表的な成功事例の一つとして知られている。